# Pavle Popović
Pavle Popović (v srbské cyrilici Павле Поповић, 16. dubna 1868, Bělehrad – 4. června 1939, tamtéž) byl srbský profesor a publicista. Působil jako profesor filozofie a dějin srbské literatury na Bělehradské univerzitě (dříve tzv. Veliké škole) a byl autorem jednoho z významnějších časopisů srbské modernistické literatury s názvem Srpski književni glasnik. Jako profesor ovlivnil celou řadu svých studentů, z kterých nemálo bylo literárně aktivních. Jeho bratr, Bogdan Popović byl známým srbským literárním kritikem.
Ve své činnosti spolupracoval s Jovanem Skerlićem. Každý z nich vydal jedno dílo, věnující se národní literatuře. Obě knihy pak dohromady tvořily komplexní celek, který zpracovával celou tvorbu od nejstarších dob až po modernu. Popovićův "Pregled srpske kniževnosti" (1909) se věnoval víceméně starším obdobím a Skerlićova "Istorija nove srpske književnosti" (1914) na něj navazuje. Byl také i autorem řady literárních studií.